# Bordenii Mici
Bordenii Mici – wieś w Rumunii, w okręgu Prahova, w gminie Scorțeni. W 2011 roku liczyła 509 mieszkańców.